# Marc Legros
Marc Emmanuel Kevan Legros (ur. 2005) – francuski zapaśnik, reprezentujący Reunion, walczący w stylu wolnym. Brązowy medalista igrzysk Wysp Oceanu Indyjskiego w 2023 roku.